# Église Saint-Geniès de Benque-Dessous
L'église Saint-Geniès est une église catholique située à Benque-Dessous-et-Dessus, en France.
Elle fait l'objet d'une protection au titre des monuments historiques.

## Localisation
L'église est située dans le département français de la Haute-Garonne, dans le village de Benque-Dessous, en bordure de la route départementale 51c. C'est l'une des deux églises de la commune de Benque-Dessous-et-Dessus.

## Historique
L'église, de style roman, remonte au XIIe siècle. Elle a été modifiée aux XVIIe et XIXe siècles.
L'édifice est inscrit au titre des monuments historiques le 6 décembre 1995.

## Architecture
L'église est un rectangle orienté est-ouest, prolongé au chevet par une abside semi-circulaire et bordé, côté ouest, par un clocher-mur.
Plusieurs cippes funéraires sont utilisés en remploi sur la façade sud de l'église. Deux d'entre eux sont classés monuments historiques au titre d'objets.
L'intérieur de l'église présente un bénitier roman sculpté de médaillons et des fresques du XVIe siècle, notamment deux représentations de Hérodiade (ou Salomé) et de saint Jean Baptiste qui encadrent le chœur surmonté par la colombe du Saint-Esprit.

## Galerie de photos

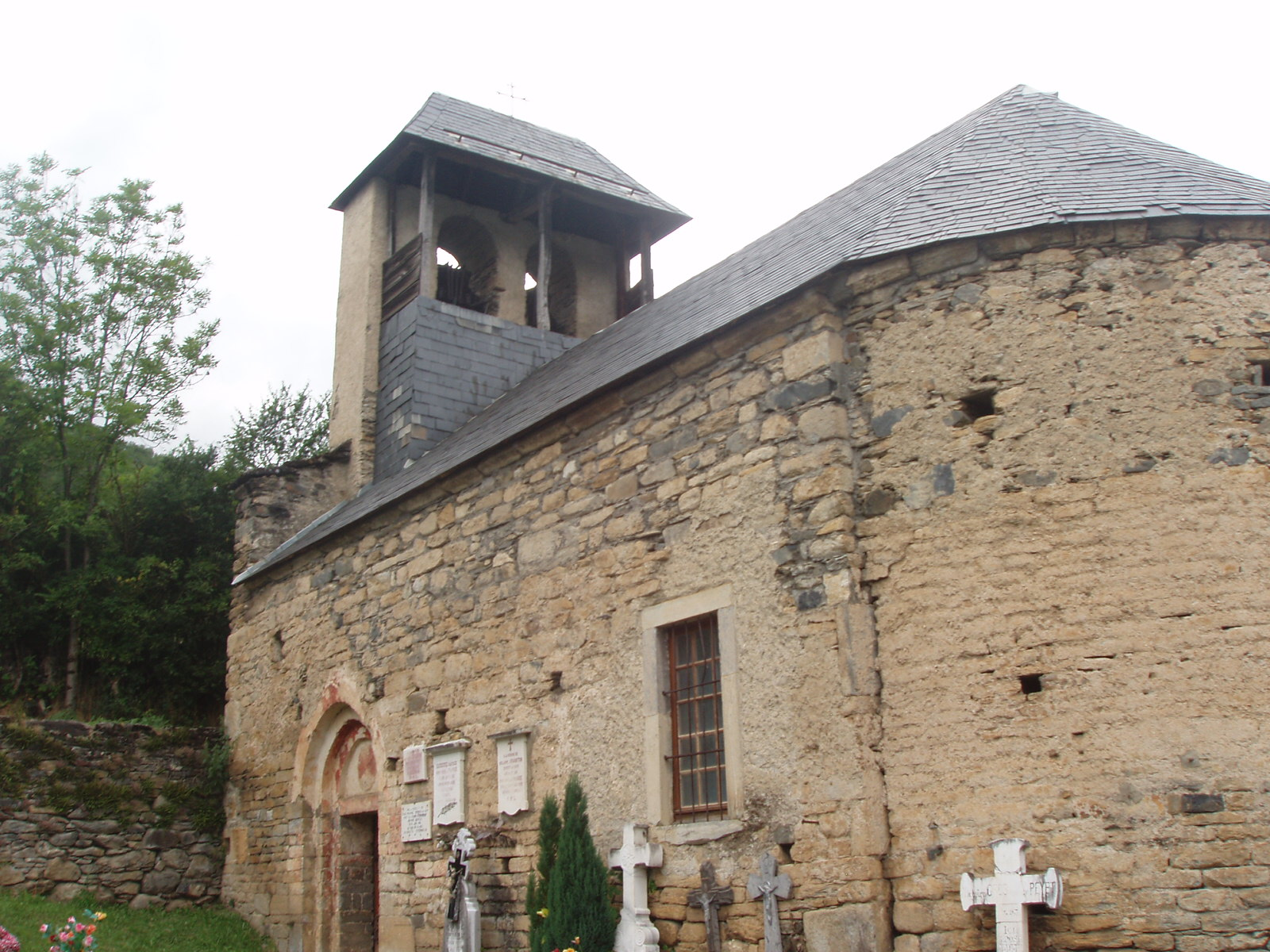
L'église et son clocher.
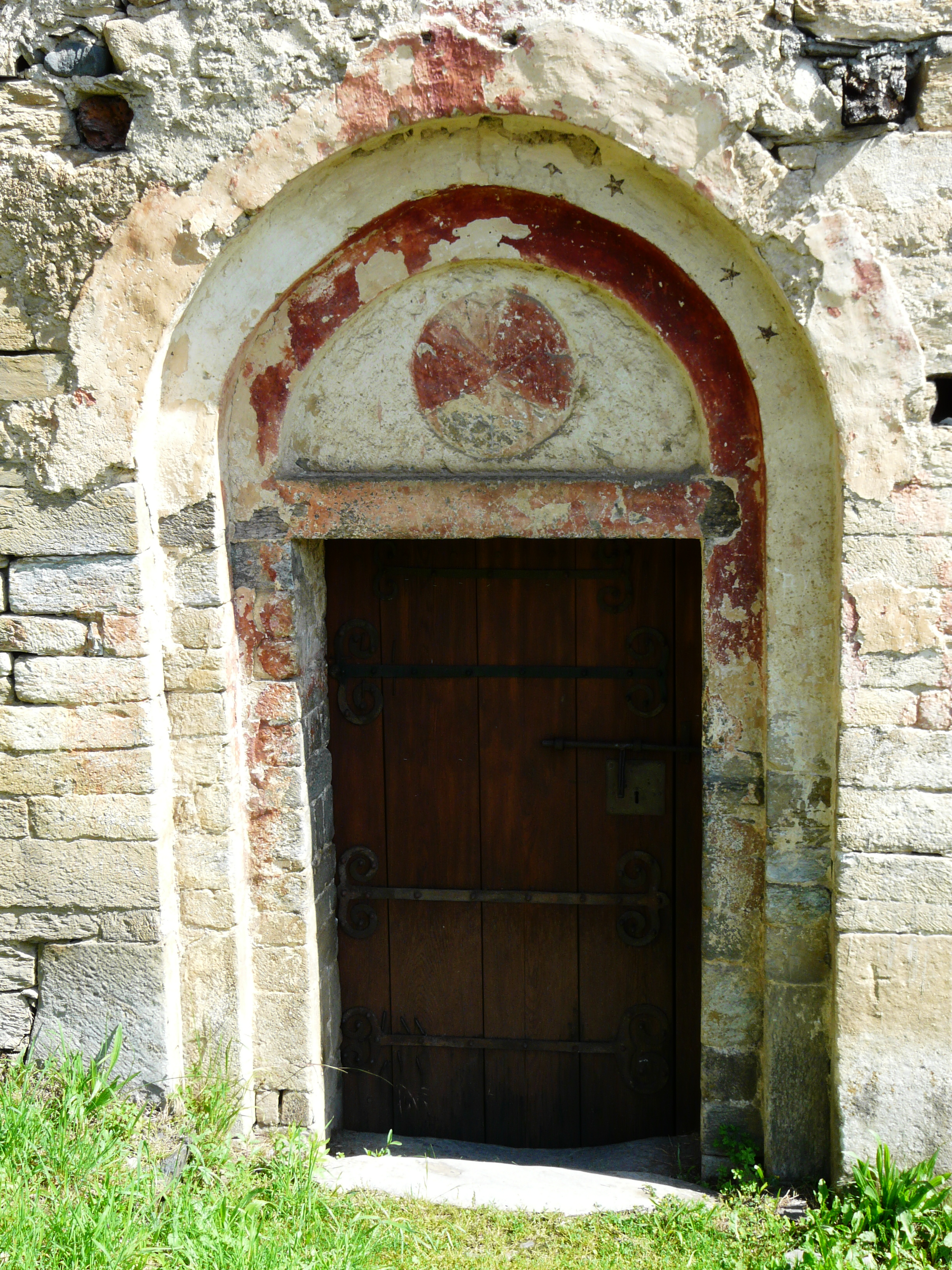
Le portail roman.
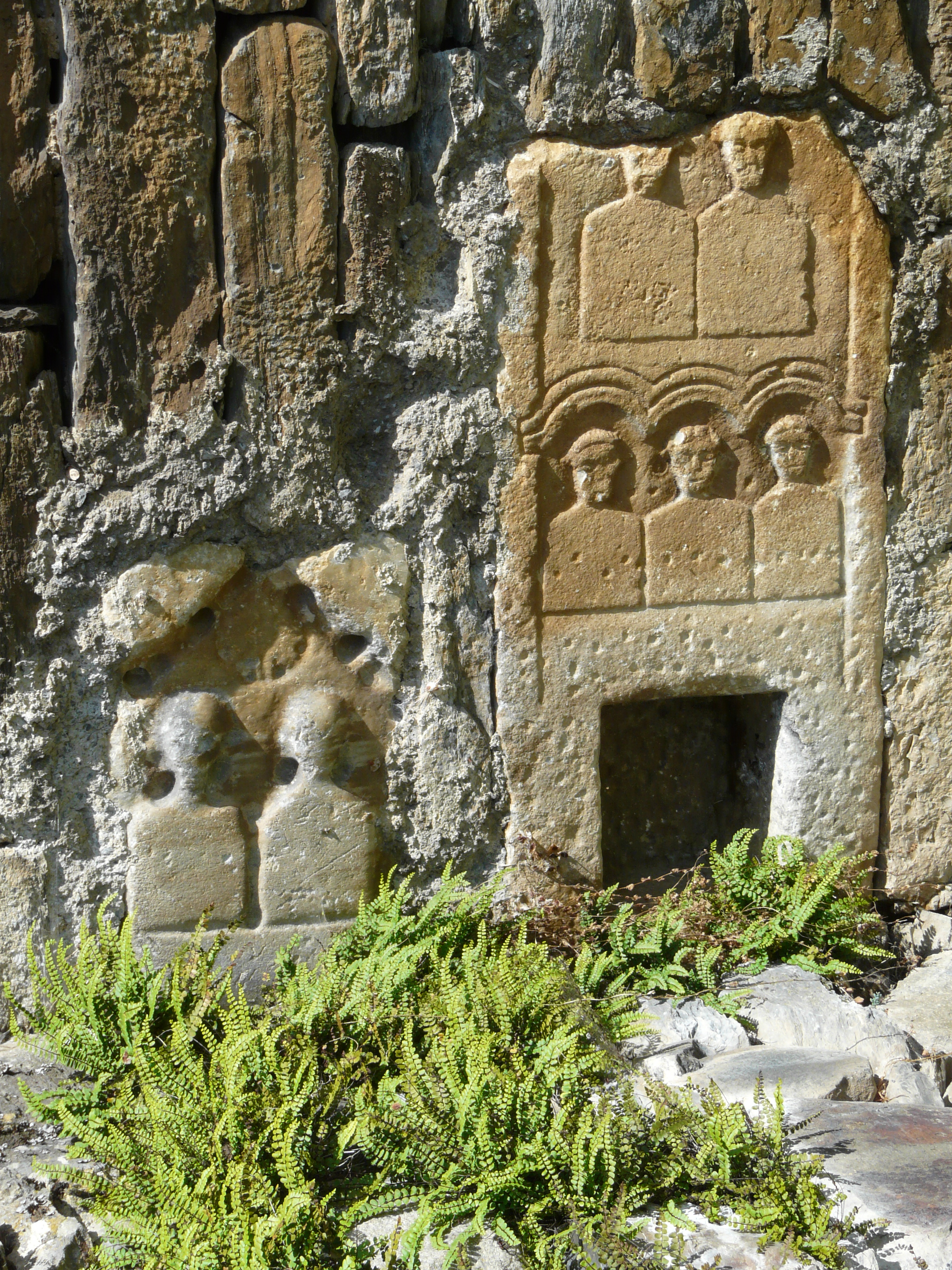
Deux cippes funéraires.
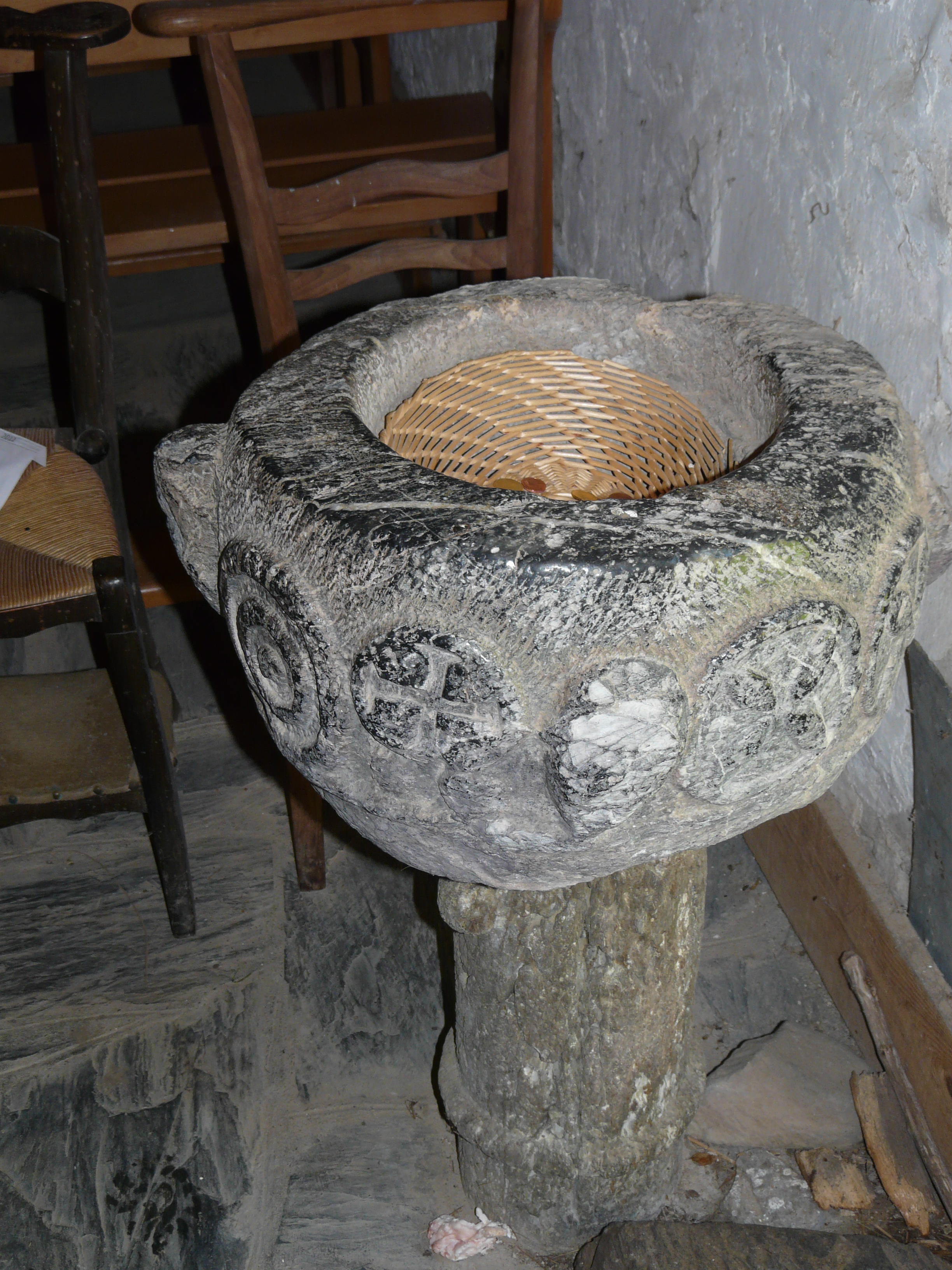
Le bénitier sculpté.